# چارلز وست (هنرپیشه)
چارلز وست (انگلیسی: Charles West؛ ‏ ۳۰ نوامبر ۱۸۸۵ – 10 اکتبر ۱۹۴۳) بازیگر اهل ایالات متحده آمریکا بود.
از فیلم‌ها یا برنامه‌های تلویزیونی که وی در آن نقش داشته‌است، می‌توان به دو برادر و برای اثبات بی‌گناهی اشاره کرد.